# Atsat
Atsat o Atzat (en francès Axat) és un municipi francès situat al departament de l'Aude i a la regió d'Occitània. Situat a l'alta conca del riu Aude, fa part del Fenolledès històric, però en va ser separat amb la constitució dels departaments.
És cap de cantó i té estació de trens.